# Oh My G!
Oh My G! es una serie de televisión filipina transmitida por ABS-CBN desde el 19 de enero hasta el 24 de julio de 2015. Está protagonizada por Janella Salvador, Marlo Mortel y Manolo Pedrosa.

## Elenco

### Elenco principal
- Janella Salvador como Sophie Cepeda.
- Marlo Mortel como Gabby Luna.
- Manolo Pedrosa como Harry Evangelista.

Los actores que jugaron como "G"
- Leo Rialp (principal)
- Luke Jickain
- Diego Loyzaga
- Pen Medina
- Boboy Garovillo
- Dante Ponce

### Elenco secundario
- Sunshine Cruz como Lucy Zaldivar-Santiago.
- Janice de Belen como professora Rose Luna.
- Yen Santos como Anne Reyes / Marie Paul Cepeda.
- John Arcilla como Joe Luna.
- Dominic Ochoa como Santino "Santi" Santiago.
- Edgar Allan Guzmán como Vaughn Luna.
- Kazel Kinouchi como Miley Santiago.
- John Steven de Guzmán como JC Luna.
- Kathryn "Kate" Alejandrino como Roma de la Cruz.
- Lianne Valentin como Lianne Valentin.
- Veronica Reyes
- Julia Buencamino como Amelia "Aimee" Chua.
- Tom Doromal como Charles Castañeda.
- Patrick Sugui como Patrick Dizon.
- Kokoy de Santos como Carlos Miguel "Micoy" Arellano.
- Paolo Gumabao como Ferdinand "Ferdie" Javier.
- Axel Torres como Cyrus.
- Ganiel Krishnan como Helga Barrios.
- Aina Solano como Jessica Marasigan.
- Maris Racal como Junalyn Barel.
- John Phillip Aricheta como Rene.
- Teetin Villanueva como Mhica.
- Simon Ibarra como Martin Reyes.
- Daisy Reyes como Dolly Reyes.
- Raffy Tejada
- Issa Litton como Raki Evangelista.
- Nonie Buencamino como Emmanuel Diaz.

### Elenco invitados
- Eric Quizon como Paul Cepeda.
- Maricar Reyes como Tessa Cepeda.
- Zara Julianna Richards como Sophie Cepeda (joven).
- Juan Miguel Tamayo como Gabby Luna (joven).
- Erin Ocampo como Ceres Reyes.
- Regine Tolentino como Gina.
- Anna Luna como Marie Bernard.
- Wendy Valdez como Anne Reyes (falso).
- Lollie Mara como juiz Corazón Castañeda.
- Bodjie Pascua como Des Reyes.